# Dircaea tibialis
Dircaea tibialis là một loài bọ cánh cứng trong họ Melandryidae. Loài này được Say năm Keating miêu tả khoa học năm 1824.